# Степний (Новосибірський район)
Степний (рос. Степной) — селище у Новосибірському районі Новосибірської області Російської Федерації.
Входить до складу муніципального утворення Кубовинська сільрада. Населення становить 378 осіб (2010).

## Історія
Згідно із законом від 2 червня 2004 року органом місцевого самоврядування є Кубовинська сільрада.

## Населення
| 2002 | 2007 | 2010 |
| ---- | ---- | ---- |
| 398  | ↘367 | ↗378 |